# Mothers Talk
Mothers Talk är en låt av den brittiska gruppen Tears for Fears från 1984, komponerad av Roland Orzabal och Ian Stanley och sjungen av Orzabal. Låten är inspirerad av serieromanen When the Wind Blows av Raymond Briggs och produktionen innehåller tidstypisk sampling i stil med The Art of Noise.
Mothers Talk utgavs som gruppens sjunde singel i augusti 1984 som den första från det kommande albumet Songs from the Big Chair.  Singeln nådde 14:e plats på brittiska singellistan. I USA utgavs en ommixad version av låten som singel 1986 vilken nådde 27:e plats på Billboard Hot 100.

## Utgåvor
7": Mercury / IDEA7 (Storbritannien, Irland, Sydafrika) / 818 838-7 (Australien, Europa) / 7PP-155 (Japan)
1. "Mothers Talk" (3:53)
2. "Empire Building" (2:49)

7": Mercury / 884 638-7 (USA, Australien, Europa) / SOV 2366 (Kanada) / 7PP-200 (Japan)
1. "Mothers Talk (US Remix)" (4:14)
2. "Sea Song" (3:52)

12": Mercury / IDEA712 (Storbritannien) / 818 838-1 (Europa)
1. "Mothers Talk (Extended Version)" (6:15)
2. "Empire Building" (2:49)

12": Mercury / IDEAR712 (Storbritannien) / 880 248-1 (Australien) / 880 258-1 (Europa)
1. "Mothers Talk (Beat of the Drum Mix)" (8:54)
2. "Empire Building" (2:49)

12": Vertigo / TFF1 (Kanada)
1. "Mothers Talk (Short Version)" (3:53)
2. "The Way You Are (Extended Version)" (7:33)
3. "Mothers Talk (Beat of the Drum Mix)" (8:54)
4. "The Marauders" (4:14)
5. "Mothers Talk" (Extended Version) (6:15)

CS: Vertigo / TFF 4 1 (Kanada)
1. "Mothers Talk (Beat of the Drum Mix)" (8:54)
2. "The Marauders" (4:14)
3. "Mothers Talk (Extended Version)" (6:15)
4. "Mothers Talk" (3:53)
5. "The Way You Are (Extended Version)" (7:33)

12": Mercury / 884 638-1 (USA, Europa)
1. "Mothers Talk (Beat of the Drum Mix)" (8:54)
2. "Mothers Talk (Extended Version)" (6:15)
3. "Mothers Talk (US Remix)" (4:14)

12": Vertigo / SOVX 2366 (Kanada)
1. "Mothers Talk (Beat of the Drum Mix)" (8:54)
2. "Mothers Talk (US Remix)" (4:14)
3. "Sea Song" (3:52)